# Scala (limbaj de programare)
Scala este un limbaj de programare multi-paradigmă ce îmbină concepte din programarea orientată pe obiecte și programarea funcțională. Numele Scala vine de la "scalable language" (în romănă "limbaj scalabil"), semnificând faptul că este proiectat să crească o dată cu necesitățile utilizatorilor.
Scala rulează pe platforma Java compilatorul generând bytecode compatibil cu programele Java existente.
Suport IDE pentru Scala există în Idea IntelliJ și în Eclipse.